# 크로이체르 소나타

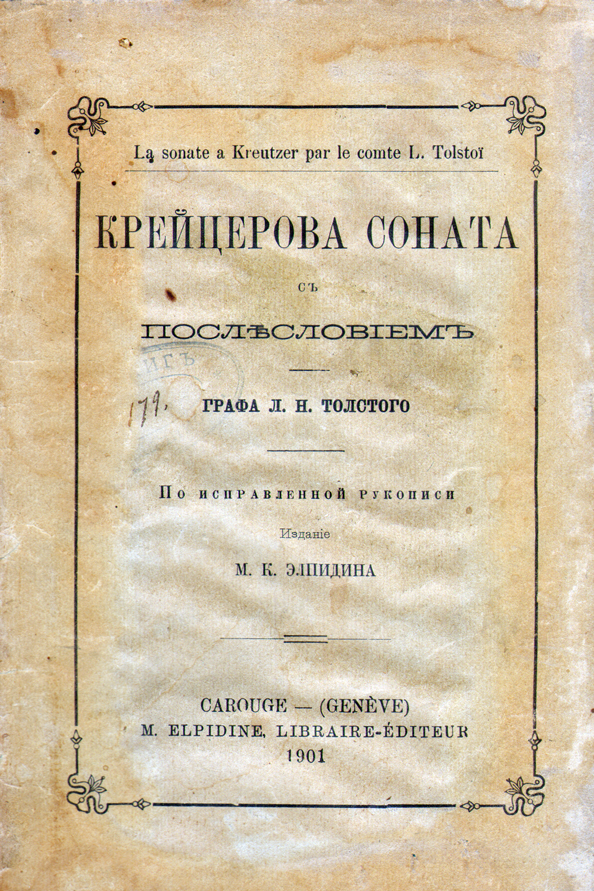

크로이체르 소나타(러시아어: Крейцерова соната 크레이체로바 소나타[*])는 레프 톨스토이의 중편소설이다.
원고 단계에서부터 이미 독자들에게 센세이션을 일으킨 화제작이었으나 주로 ‘적당치 못한 표현’ 문제로 해서 출판허가가 나오지 않아, 1890년 13권의 톨스토이 작품집 속에 수록되어 겨우 햇빛을 보게 되었다. 줄거리는 아내에게 배신당한 남자가 질투가 넘친 나머지 아내를 살해한다는 비참한 사건을 차안에서 주변의 승객들에게 스스로 이야기하는 회상형식으로 전개된다. 이야기하는 사람은 자신의 비극의 원인을 독단적이며 시니컬한 논리로 설명하고 있는데 그의 이러한 견해는 대략 ‘회심’ 후의 작자의 성에 대한 견해와 일치하는 것으로 봐야겠다. 그는 사랑이라는 미명 뒤에 숨은 매춘행위나 다름 없는 결혼생활의 허위와 동물적 성욕의 배출구에 불과한 남녀관계의 부패를 백일하에 폭로하고 인류의 이상이 인간의 욕망 가운데 가장 강한 성욕을 억제하는 것으로 성취될 수 있다면 인류의 사멸마저도 부득이하다고까지 단언한다. 그러나 이러한 극단적인 결론 때문에 여자를 쾌락의 도구로밖에 보지 않는 남성의 방자한 이기심에 대한 톨스토이의 날카로운 항의와 여자의 본분은 분만·출산·육아에 있다고 하는 그의 무게 있는 주장은 결코 손상되는 것은 아니다.

## 배경
＜크로이처 소나타＞는 검열에 걸려 출판 금지 처분을 받기 이전에 이미 필사본으로 시중에 유통되어, 세상의 커다란 관심을 야기한 작품이다. 두 편으로 나뉜 독자는 톨스토이를 호평하거나 악평하며 논쟁을 벌였다고 한다. 황제 알렉산드르 3세도 이 작품이 비윤리적인 작품이 아니라 훌륭한 작품이라고 평가했지만, 황후는 충격을 받았다고 한다.
블룸(Harold Bloom)의 다음과 같은 언급은 이 작품을 이해하는 데 커다란 도움을 줄 수 있다. “＜크로이처 소나타＞에서 톨스토이는 적어도 반쯤 미쳐 있고, 혼인 여부와 무관하게 일반적인 성행위를 일절 금지하는 금욕을 통해 구원과 치유를 기대한다. 그런 가정에서 쓴 이야기가 보통 이상으로 읽을 가치가 있고 뛰어나다는 사실은 톨스토이의 천재성이 다른 사람과 비길 데 없다는 당혹스러운 증거다.”
톨스토이의 작품에서 기차는 주인공의 운명에서 죽음과 긴밀히 연관되어 있다. 이는 기차가 새로운 문명의 상징이기 때문이다. 잘 알다시피 톨스토이는 자연을 선으로 보고, 이와 대립되는 문명을 악으로 본다. 그는 철도나 공장 건설 등을 반대한 가부장적 농민 사회 건설의 투철한 지지자였다. 톨스토이는 ＜크로이처 소나타＞를 기차 안에서 만난 주인공과 화자의 대화를 중심으로 구성하고 있다. 즉, 그는 주인공이자 광기 어린 화자인 포즈드니셰프가 기차 안에서 만난 일인칭 화자인 ‘나’를 비롯한 승객들과 토론을 하며, 화자에게 자신의 과거, 즉 자신의 아내를 살해한 사건에 대해 이야기를 들려주고 작별하는 형식으로 작품을 구성하고 있다. ＜크로이처 소나타＞의 제2장의 처음에서 주인공의 섹스관, 사랑관, 결혼관, 여성관 등을 알 수 있다. 여기서 그는 나이 든 부인과 진정한 결혼과 사랑에 관한 테마로 격론을 벌인다.
화자이자 주인공인 성도착증자 포즈드니셰프는 여성, 특히 상류층의 여성에 대한 부정적인 시각을 드러내고 있다. 심지어 상류사회의 삶을 창녀촌의 삶과 비교하기도 한다. 성도착증자인 그는 “여자는 쾌락의 도구다”라는 말을 여섯 번이나 반복하면서도 남자와 동등한 권리를 부여한 여성을 쾌락의 도구로 보는 인식에서 벗어나 노예 상태에 빠진 여성을 해방해야 한다고 주장한다. 그는 결혼은 일종의 계약이며, 매매행위에 불과하다고 주장하면서 결혼에 대해 매우 부정적인 시각을 가지고 강하게 비판한다. 그는 허니문 후 사나흘 만에 시작한 부부 싸움을 육체적 사랑 때문이라고 보며, 결혼은 행복과 거리가 먼 힘든 그 무엇이라고 말한다. 그리고 그는 욕정, 특히 성욕을 절제와 순결을 통해 도달하려고 노력해야 한다고 주장한다. 그는 성욕은 아주 무서운 악이자 투쟁의 대상이라고 주장한다. 심지어 톨스토이는 육체의 쾌락을 위해 피임하는 사람들을 강하게 비판했다. 포즈드니셰프도 자신의 아내가 건강이 나빠 “파렴치한” 의사의 권유로 출산을 중단하고 피임하자 강력히 반대했음에도 불구하고 그녀가 고집을 피워 주장을 관철시킨 점을 강하게 비판한다.
포즈드니셰프는 자신의 아내가 바이올리니스트와의 불륜에 빠진 모습을 목격하고 강한 질투에 불탄 상태에서 살인을 자극하는 베토벤의 소나타 9번 곡, 즉 크로이처 소나타 곡 때문에 그녀를 죽인다. 그는 음악과 미술 등의 예술을 인간을 부도덕하게 만드는 더럽고 무서운 대상으로 보았다. 그는 베토벤의 소나타 곡 때문에 아내를 살해했다고 말한다. 그녀가 트루하쳅스키란 바이올리니스트와 불륜에 빠졌고, 그의 관점에서 음악이 두 사람이 불륜을 저지르는 데 매개체 역할을 했기 때문이다.
작가는 당시 ‘자유 부인’처럼 행동하는 여주인공과 같은 여성의 행태에 대해서뿐만 아니라 가부장적이고 권위주의적인 남성우월주의 사회의 단면을 보여 주는 포즈드니셰프도 비판하고 있다. 톨스토이는 자신의 많은 작품에서 ‘가정’에 관한 테마를 통해 가정, 특히 부부 관계의 중요함에 대해서 말하고 있다. 가정의 행복과 불행은 부부 간의 갈등이 어떻게 해소하는가에 달려 있기 때문이다.